# Tilques
Tilques é uma comuna francesa na região administrativa de Altos da França, no departamento de Pas-de-Calais. Estende-se por uma área de 7,29 km². Em 2010 a comuna tinha 1 122 habitantes (densidade: 153,9 hab./km²).